# 秘密访客
《秘密访客》（英語：Home Sweet Home），2021年中国大陆悬疑片，导演陈正道，主演郭富城、段奕宏、张子枫、许玮甯、荣梓杉。

## 剧情
校车司机于困樵（段奕宏 饰）因失职酿成了一起重大的校车车祸，困樵拼死救出了似与车祸背后真相息息相关的汪楚祺（荣梓杉 饰），校车上的其他学生无人生还。

## 演员列表

### 主要演员
| 演员姓名 | 角色名称 | 介绍 |
| 郭富城   | 汪先生   | 汪先生為一個富商的一家之主，是個控制慾極強的人。他在紐約上學時有志同道合的男性朋友Roy，但最終迫於家族壓力回家並娶妻生子。結婚後的汪先生將全部的愛投注在兒子汪楚祺身上，無論是對Roy，還是汪楚祺都有着動人的摯愛。 |
| 段奕宏   | 困樵     | 一名校車司機，因失職釀成了一起重大的校車車禍，他與學生陳小齊是這起事件中的倖存者。 |
| 许玮甯   | 妈妈     | 一位母親。她與財閥的私生女路路在這起車禍中不幸患難。失去路路後，她也失去了財閥給的撫養費。後與汪先生重組家庭。                                                                                                   |
| 张子枫   | 汪楚瞳   | 汪先生的女兒 |
| 荣梓杉   | 汪楚祺   | |
| 王圣迪   | 路路     | |

## 上映
该片将在2021年5月1日国际劳动节上映。

## 電影歌曲
| 曲別   | 歌名     | 作曲   | 作詞 | 演唱者         |
| ------ | -------- | ------ | ---- | -------------- |
| 主題曲 | 心仍是冷 | 伦永亮 | 小美 | 郭富城、庄奕楠 |